# François Antoine Daubermesnil
François Antoine Daubermesnil est un homme politique français né le 5 septembre 1748 à Salles (Tarn) et décédé le 10 mai 1802 à Perpignan (Pyrénées-Orientales).
Sans antécédents politiques, il est député du Tarn à la Convention, il siège avec les modérés et ne prend pas part au vote sur la condamnation de Louis XVI. Girondin, il démissionne en mai 1793, puis revient en 1795. Il passe au Conseil des Cinq-Cents le 4 brumaire an IV. Il sort du conseil le 18 fructidor an V, et y revient le 23 germinal an VI. Hostile au coup d'État du 18 brumaire, il est emprisonné quelque temps puis se retire à Perpignan.

## Sources
« François Antoine Daubermesnil », dans Adolphe Robert et Gaston Cougny, Dictionnaire des parlementaires français, Edgar Bourloton, 1889-1891 [détail de l’édition]